# Поуп, Морис (лингвист)
Морис Уилдон Монтэгю Поуп (англ. Maurice Wildon Montague Pope; 17 февраля 1926 — 1 августа 2019) — южноафриканский и британский лингвист, один из видных исследователей критского письма.
Окончил Кембридж. C 1949 г. — помощник преподавателя на кафедре классических исследований Стелленбосского университета, с 1952 г. — преподаватель, с 1957 г. — профессор.
С 1957 года сменил профессора Джорджа П. Гулда, также выпускника Кембриджа, в соавторстве с которым Поуп ранее опубликовал исследования Линейного письма А, в должности главы кафедры классических исследований.
Герой книги Дж. М. Кутзее «Молодость» так описывает факультет классики Кейптаунского университета:
«На его взгляд, греческий и чистая математика — благороднейшие из преподаваемых в университете предметов. Он с почтительного расстояния преклоняется перед читающими греческий лекторами, курсы которых ему недоступны: перед папирологом Антоном Паапом, переводчиком Софокла Морисом Поупом, комментатором Гераклита Морицем Хеемстра. Они да ещё профессор чистой математики Дуглас Сирз суть обитатели возвышенных сфер.»
Помимо лингвистики, Поуп активно интересовался археологией, часто ездил в археологические экспедиции, в 1954 г. принял участие в подводной экспедиции Афинской археологической школы близ Хиоса.
В 1960-е гг. — декан гуманитарного факультета Кейптаунского университета.
В августе 1968 г. подал в отставку с поста декана и ушёл из университета в знак протеста против решения правительства отозвать предложение занять один из университетских постов чернокожему африканцу После этого работал в Оксфордском университете (Великобритания), считался одним из ведущих специалистов по текстам минойского Крита и истории письма.
В 1980-е гг. вместе с Ж. Рэзоном составил и выпустил корпус надписей Линейного письма А. Корпус выдержал несколько переизданий.
Женат на Джоанне Гарль (Johanna Garle), в браке родилось 5 сыновей и одна дочь. Последние 20 лет его жизни семья провела в Нормандии, в регионе Кальвадос.

## Избранные сочинения
- The origin of writing in the Near East // Antiquity, Volume 40 / Issue 157 / March 1966, pp 17-23.
- Тайны исчезнувших языков. От египетских иероглифов до письма майя. Издатель А. Д. Варфоломеев, 2016. 304 с.: илл. (оригинал: The Story of Decipherment: From Egyptian Hieroglyphs to Maya Script)
- Линейное письмо А и проблема эгейской письменности // Тайны древних письмен. Проблемы дешифровки. М. 1975. С. 89.
- Corpus transnuméré du Linéaire A (avec J. Raison).